# آرون مايلز (كرة سلة)
آرون مايلز (بالإنجليزية: Aaron Miles)‏ مواليد 13 أبريل 1983 في بورتلاند، هو مدرب كرة سلة أمريكي ولاعب سابق. بدأ مسيرته الاحترافية في سنة 2005. يبلغ طوله 6 قدم 1 بوصة (1.9 م). اعتزل اللعب في 2015.

## المسيرة الاحترافية
لعب مع غولدن ستايت ووريورز في موسم 2005–2006، ثم لعب مع نادي إشبيلية لكرة السلة في الدوري الإسباني في موسم 2007–2008، ثم لعب مع نادي بانيونيس لكرة السلة في موسم 2008–2009، ثم لعب مع نادي أريس لكرة السلة في موسم 2009–2010، ثم لعب مع نادي كراسني كريليا لكرة السلة من سنة 2011 إلى 2014، ثم لعب مع لوكوموتيف كوبان في الدوري الروسي في موسم 2014–2015.

## روابط خارجية
- آرون مايلز على موقع الدوري الأوروبي لكرة السلة (الإنجليزية)
- آرون مايلز على موقع سبورتس رفرنس (الإنجليزية)
- آرون مايلز على موقع الدوري الإسباني لكرة السلة (الإسبانية)
- آرون مايلز على موقع كرة السلة الأوروبية.كوم (الإنجليزية)
- آرون مايلز على موقع DraftExpress.com (الإنجليزية)
- آرون مايلز على موقع كلية كرة السلة في سبورتس رفرنس.كوم (الإنجليزية)
- آرون مايلز على موقع ريلجم (الإنجليزية)
- آرون مايلز على موقع بروبوليرز (الإنجليزية)
- آرون مايلز على موقع سبورتس رفرنس (الإنجليزية)
- آرون مايلز على موقع سبورتس رفرنس (الإنجليزية)